# Línea 25 (Buenos Aires)
La línea 25 es una línea de colectivos del Área Metropolitana de Buenos Aires. Une las localidades de Sáenz Peña (Buenos Aires)ubicada en el Partido de Tres de Febrero, con el barrio porteño de La Boca. 
La línea es operada por la empresa Gral Tomas Guido, la cual también pertenece al Grupo DOTA.

## Recorrido

### Desde Ciudadela a La Boca
Desde Saenz Peña: Las Heras, Avenida General Paz, AVENIDA LASTRA, AVENIDA FRANCISCO BEIRÓ, BERMÚDEZ, NAVARRO, CERVANTES, CAMARONES, EMILIO LAMARCA, AVENIDA AVELLANEDA, CUENCA, AVENIDA RIVADAVIA, ingreso a carriles exclusivos CENTRO DE TRANSBORDO FLORES a la altura de la calle QUIRNO, salida de carriles exclusivos CENTRO DE TRANSBORDO FLORES a la altura de la calle CULPINA, AVENIDA RIVADAVIA, ROSARIO, AVENIDA JOSÉ MARÍA MORENO, AVENIDA COBO, AVENIDA CASEROS, AVENIDA DOCTOR RAMÓN CARRILLO, SUÁREZ, AVENIDA REGIMIENTO DE PATRICIOS, AVENIDA SUÁREZ, NECOCHEA, AZOPARDO, BRASIL, DON PEDRO DE MENDOZA, WENCESLAO VILLAFAÑE, MINISTRO BRIN, BRANDSEN, NECOCHEA hasta NECOCHEA ENTRE ARISTÓBULO DEL VALLE y WENCESLAO VILLAFAÑE.

### Desde La Boca a Ciudadela
Desde NECOCHEA y WENCESLAO VILLAFAÑE por NECOCHEA, PI Y MARGALL, AVENIDA ALMIRANTE BROWN, BRANDSEN, DOCTOR RAMÓN CARRILLO, SALTA, 15 DE NOVIEMBRE DE 1889, COMBATE DE LOS POZOS, AVENIDA CASEROS, AVENIDA COBO, AVENIDA JOSÉ MARÍA MORENO, VALLE, BEAUCHEF, AVENIDA JUAN BAUTISTA ALBERDI, SAN JOSÉ DE CALASANZ, AVENIDA RIVADAVIA, ingreso a carriles exclusivos del CENTRO DE TRANSBORDO FLORES a la altura de la calle CARACAS, carriles exclusivos del CENTRO DE TRANSBORDO FLORES, salida del CENTRO DE TRANSBORDO FLORES a la altura de la calle CONDARCO, AVENIDA RIVADAVIA, AVENIDA NAZCA, AVENIDA AVELLANEDA, TERRADA, AVENIDA GAONA, CONCORDIA, ALEJANDRO MAGARIÑOS CERVANTES, BERMÚDEZ,  JOSÉ PEDRO VARELA, DESAGUADERO, AVENIDA LASTRA, Colectora Este AVENIDA GENERAL PAZ, LAS HERAS.

## Siniestros relevantes
- Octubre de 2018: paro de la línea, debido a un apuñalamiento a un chofer.[2]
- Enero de 2019: un tren de obras chocó a una unidad de la línea, sin heridos pero con daños materiales de consideración en la carrocería.[3]